# Steindachnerina brevipinna
Steindachnerina brevipinna es una especie de peces de la familia Curimatidae en el orden de los Characiformes.

## Morfología
Los machos pueden llegar alcanzar los 20,5 cm de longitud total y 85 g de peso.
- Número de  vértebras: 31-33.[1]

## Hábitat
Vive en zonas de clima tropical.

## Distribución geográfica
Se encuentran en Sudamérica:  cuencas de los ríos  Paraguay,  Paraná y  Uruguay.